# ديابوليك لافرز

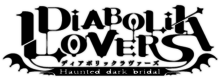
عشاق العتمة

ديابوليك لوفرز (اليابانية: デ ィ ア ボ リ ッ ク ラ ヴー ズ) هيبورن: ديابوريكو رافازو) تم إطلاق أول مدخل لها في 11 أكتوبر 2012 لنظام بلاي ستيشن المحمولة. حتى الآن أصدرت الامتياز شعبية ست مباريات مع أول اثنين تم ريماستيرد للبلاي ستيشن فيتا وأفرج عنه «طبعات محدودة V». وقد وفرت الامتياز اثنين من التعديلات 12 أنيمي التلفزيون أنيمي من قبل زيكسس التي بثت من 16 سبتمبر 2013 إلى 9 ديسمبر 2013 و 23 سبتمبر 2015 إلى 9 ديسمبر 2015. وجاءت السلسلة الأولى من قبل أوفا التي تم تضمينها في دايبوليك لوفرز: مصير الظلام في 28 فبراير 2015. وقد أحرز ذلك في مختلف المانجا، أنمي، والأقراص المدمجة الدراما، وأقراص الموسيقى وفانبوكس. كما تم تنظيم مسرحين مرحليين في أغسطس 2015 وأغسطس 2016.

## مؤامرة

### السلسلة 1
كانت البطلة، كوموري يوي، فتاة عادية في سن المراهقة حتى في سنتها الثانية من المدرسة الثانوية. والدها كاهن ذهب للعمل في الخارج، فيتم إرسال يوي إلى مدينة جديدة وتصل وحيدةً إلى قصرٍ سيكون منزلها الجديد.تدخُلُ القصر دون تِرحاب، وتجد شابًّا مستلقيًا على الأريكة وقلبه لا ينبض.رغم صدمتها فأنها تكتشف كونها في قصر لإخوةٍ من جنس مصاصي الدماء، ومع مرور الوقت تكتشف يوي ماضيهم وأساريرهم.

### السلسلة
بعد العيش مع ساكاماكي'لمدة شهر، تبدأ يوي بالحلم باحلام غريبة وتظاهرات بشأن غامض «حواء» أو«ايفي». وفي ليلة من الليالي، وفي طريق يوي والاخوة ساكاماكي إلى المدرسة، تورطوا في حادث سيارة ناري لا يمكن تفسيره. وفي اليوم التالي ظهر أربعة إخوة مصاص دماء يدعون بعائلة موكامي يأتون إلى منزل عائلة ساكاماكي الذي تقطن به يوي ليختطفوها. ماذا سيحدث مع يوي، فهل ستعود؟

## الشخصيات
يوي كوموري (小森 ゆ い كوموري يوي)
أعرب عنها: ري سويغارا (اليابانية)؛ ماغي فليكنو (الإنجليزية)
```
يوي هو بطلة سلسلة دايبوليك لوفرز أو عشاق الشر وهي طالبة طيبة وطفلة تبلغ من العمر 17 عاما كانت تعيش مع والدها، وهو كاهن يملك كنيسته الخاصة. بعد أن انتقل والدها إلى الخارج للعمل، أجبرت على العيش في قصر مع ستة اخوة غامضين هم في الواقع مصاصي الدماء. في البداية كانت متشككة من طبيعتها خارقة للطبيعة، ولكن جاء لإيجاد أي حل آخر. في النضال من أجل البقاء قررت أن تعيش معهم مع تحمل الخوف من التعرض لهجوم من قبل كل واحد منهم. انها أسطورة العروس الأضاحي من مصاصي الدماء ساكاماكي. على الرغم من أن سوء المعاملة من قبل مصاصي الدماء، يوي تستجيب دائما لهم مع اللطف ومحاولات لفهم لهم على نحو أفضل. في الحلقة الأولى من أنيمي أدابتيون، كشفت أنها اعتمدت، وبالتالي، يبدأ في التحقيق ماضيها. كما أنها تبدأ في معاناة آلام الصدر أثناء العيش مع ساكاماكي، لأن حقيقة أن قلبها كان في الأصل كورديليا، الذي كان أم ثلاثة توائم؛ آياتو، كاناتو وليتو. وهذا ما يفسر لماذا تم توجيه جميع الإخوة إلى دمها في يوي. ويقال أيضا أن يكون دماء حواء من آدم وحواء.
```

الاخوة ساكاماكى: الإخوة ساكاماكي هم أبناء كارلهاينز، ولكن من ثلاث أمهات مختلفة. تم تصور أقدم الأبناء شو وريجي من قبل زوجة كارلهينز الثانية، بياتريكس. الثلاثية؛ ولدت آياتو، وكاناتو وليتو من زوجة كارلهينز الأولى، كورديليا. أصغرها، سوبارو جاء من زوجة كارلهينز الثالثة، كريستا. على الرغم من أنهم إخوة، فإنها لا تتفق مع بعضها البعض، ويبدو أنها بعيدة نوعا ما بسبب الطريقة التي ترعرعت.
شو ساكاماكي (逆 巻 シ ュ ウ شو ساكاماكي)
التي عبر عنها: كوسوكي توريومي (اليابانية)؛ تي ماهاني (الإنجليزية)
Shū هو الابن الأكبر للأسرة ساكاماكي والسيد الحالي للقصر. وهو الابن الأول لبياتريكس. نشأ شو حتى يتم إعطاء الكثير من الاهتمام غير المرغوب فيه من والدته. بسبب تنافس الأمهات مع كورديليا ليكون أفضل زوجة كارلهاينز، وقالت انها وضعت كل الضغوط على الشباب شو. وهو واحد من الإخوة الذين يبدو أن لديهم أي معرفة مسبقة من وصول يوي، مشيرا إلى أن «الشخص» قد اتصلت به يسأل عن إقامتها معهم كضيف. وفقا لطلاب المدرسة، شو هو صاحب غرفة الموسيقى ويمكن دائما أن تكون موجودة في النوم هناك. يوي يحتاج إلى استخدام الكثير من الإقناع من أجل الحصول عليه مستيقظا والقيام بشيء لنفسه. شو يحب الموسيقى على الرغم من كونها غير مبال والكسول. وكان صديقه الوحيد صبيا إنسانيا يدعى إدجار، توفي في حريق، على قريته من قبل ريجي. كان شو غير قادر على إنقاذه، لذلك اعتقد أن حياته كانت محدودة من البشر. على الرغم من شو هو الأكبر، انه لم يكن مسؤولا عن رعاية أشقائه والمنزل. بدلا من ذلك، وقال انه يدفع معظم هذه الواجبات على ريجي
ريجي ساكاماكي (逆 巻 レ イ ジ ساكاماكي ريجي)
أعرب عنها: كاتسويوكي كونيشي (اليابانية)؛ ديفيد والد (الإنجليزية)
ريجي هو الابن الثاني لأخوة ساكاماكي والابن الثاني لبياتريكس. وهو رسمي جدا، وعموما الأكثر تركيبة جانبا من شو. على الرغم من أن شو هو أخيه الدم الكامل الوحيد، فإنه يحتقر له لأنه المفضل المفترض لأمه، لأنه كان مهملا بسبب الأعمال العدائية كورديليا. وفي نهاية المطاف استغرق غضبه بإشعال النار في قرية إدغار عندما رفض شو الاستماع إلى أمهم. عندما بدا أن وفاة إدغار لم تكن كافية لإقناع والدته وجعل شو سحبت، استغرق ريجي غضبه مرة أخرى عن طريق توظيف صياد مصاص دماء لاغتيال بياتريكس. وفي وقت لاحق أعرب عن أسفه عندما توفيت في سلام؛ سعيدة أن تحرر من مضايقات كورديليا وأن تكون قادرة على رؤية ابنها علامة من سن البلوغ. فهو يقيم القواعد والمطالب التي يتبعها الآخرون، على الرغم من أن العديد من مراسيمه غريبة وذاتية. ريجي يختار أن يكون نموذجا يحتذى به في المنزل على الرغم من أنه هو الابن الثاني. على الرغم من أن ريجي لديه موقف مهذبا جدا ويعمل دائما تقريبا مثل الرجل، وهو رجل من كلمات قاسية جدا. جنبا إلى جنب مع شغفه لتجريب وصنع الجرع المخدر، وقال انه يحب لجمع أدوات المطبخ.
آياتو ساكاماكي (逆 巻 ア ヤ ト ساكاماكي أياتو)
التي عبر عنها: هيكارو ميدوريكاوا (اليابانية)؛ كريس باتون (الإنجليزية)
آياتو هو الابن الثالث لأخوة ساكاماكي. كطفل، وكان اياتو الضغط على النحو نفسه على أن يكون أفضل، تماما كما كان شو. ولكن على عكس شو، وقال انه لم يتلق الحب من والدته. تعرض للضرب وإساءة المعاملة من قبلها لدرجة أنها حاولت إغراقه إذا لم يكن أفضل. لذلك، ترعرع دائما أن يكون أفضل، ويجري الذاتي تركز، وأكثر من ذلك. ويشير إلى نفسه في معظم الوقت باسم «خام-سما». بسبب عدم تلقي أي نوع من الحب من والدته، وقال انه غير قادر على الحب، وهو في البرد الأول نحو يوي. على الرغم من مرور الوقت يبدأ في الاحماء لها والرعاية لها. وهو أول من ساكاماكي لتظهر في بداية الحلقة الأولى من أنيمي، وكذلك أول من يشرب دم يوي.
```
كاناتو ساكاماكي (逆 巻 カ ナ ト ساكاماكي كاناتو)
```

```
أعرب عنها: 
يكي كاجي
 (اليابانية)؛ كوري هارتزوغ (الإنجليزية) كاناتو هو الابن الرابع لأخوة ساكاماكي، ثاني أقدم من ثلاثة توائم، وعادة ما يشار إليها باسم «الثلاثي المشكلة». وهو الابن الثاني لكورديليا. كما كان الطفل، وقال انه تلقى القليل من الاهتمام من والدته. لديه دائرة الظلام وندرتونيس تحت عينيه، والتي قد تكون من نقص النوم، ضوء الشعر الأرجواني والضوء الأرجواني العينين. في كثير من الأحيان، والدته لقاءات جنسية مع مختلف الرجال الحق أمامه. بسبب إهماله من قبل والدته، وقال انه غالبا ما لعبت وحدها وتحدث إلى دمى له، وعادة إلى تيدي الثمين الذي سوف يأخذ معه في كل مكان. ومع ذلك، كانت هناك مناسبات عندما كانت والدته تطلب منه أن يغني لها، بسبب صوته الجميل، وقالت انها الملقب له «
طائر
 أغنية صغيرة». كاناتو يميل إلى البكاء في كثير من الأحيان ويحصل على غضب بعنف عندما لا يحصل على مطالبه. هذا جانبا، انه يعلق تماما على يوي. وهو يتحدث بأدب، ولكنه سادي للغاية، ويميل إلى عرض انفجارات عنيفة، وبشكل ملحوظ إلى يوي. كما تبين أنه مسيء. هو أيضا هاجس الموتى إلى النقطة حيث يفضل لهم العيش. بعد أن قتل هو وأخوته أمهم، أحرق جسدها ووضع بقاياها المحرقة في تيدي له.
```

لايتو ساكاماكي (逆 巻 ラ イ ト ساكاماكي رايتو)
أعرب عنها: دايسوك هيراكاوا (اليابانية)؛ بليك شيبارد (الإنجليزية)
```
ليتو هو الابن الخامس لأخوة ساكاماكي. وقد تعرض لإساءة المعاملة من قبل والدته وبدأت رؤيتها محبا بدلا من الوالد. عندما اكتشف كارلهاينز عن العلاقة غير العادية بينهما، وقال انه تأمينه في الطابق السفلي. في وقت لاحق ذهبت كورديليا لرؤيته وقال له أنها كانت الآن وجود علاقات جنسية مع شخص آخر، وكان فقط باستخدام ليتو للمتعة. انتهت الصدمة الشاملة والوضع مع ليتو تصبح منحرفة وليس لديها فهم واضح من الحب. هو دائما البهجة ويحب نكتة ولكن يشبه اياتو عندما إغاظة يوي. ومع ذلك، شخصيته يتغير فجأة عندما يتعارض شيء ما مع رغباته، وعادة عندما يوي هو تحدي جدا حوله. ومع ذلك، ليتو لديه رهاب من الحشرات، وتحديدا العناكب. 
```

سوبارو ساكاماكي (逆 巻 ス バ ル ساكاماكي سوبارو)
صوت بها: تاكاشي كوندو (اليابانية)؛ جوش جريل (الإنجليزية) سوبارو هو السادس والأصغر من الإخوة ساكاماكي. هو الابن الوحيد لكريستا. يظهر لأول مرة نفسه عندما يلاحظ رائحة الإنسان يوي وذهب للتحقيق في مصدرها. هو عادة وحده ولا يهتم أبدا ماذا يحدث من حوله. ومع ذلك، فإنه يغضب بسهولة ويلجأ إلى العنف، والذهاب إلى حد لكسر كل شيء عندما يحصل على غضب شديد. انه يتمكن من ضغط هذا الجانب عندما حول يوي، ولكن لا يزال عرضة للانفجارات. هناك جانب تسوندير منه أن يوي فقط يمكن أن نرى. انه نوع من الجانحين ويحب أن يضر الأشياء.
الاخوة موكامى: وكان الإخوة موكامي الشخصيات الجديدة التي لأول مرة في النسخة الثانية من الامتياز، ديابوليك عشاق، المزيد من الدم. وخلافا لأخوة ساكاماكي، فهي ليست مرتبطة بالدم بعضها البعض. كانوا في الأصل البشر الذين تحولت في وقت لاحق إلى مصاصي الدماء من قبل كارلهاينز، الذي يعمل كمحسن لهم. أدلى الأخوة موكامي أول ظهور أنيمي في أوفا ديابوليك عشاق وتظهر كشخصيات جديدة في الموسم الثاني من أنيمي.
روكي موكامي (無神 ル キ موكامي روكي)
أعرب عنها:تاكاهيرو ساكوراي (اليابانية). آدم جيبس (الإنجليزية) روكي هو الابن البكر للأسرة موكامي ويعرف باسم «الدماغ» من المجموعة. عندما كان لا يزال إنسانا، كان روكي ابن الأرستقراطي، وكطفل. كان مدلل ومتغطرس حتى إفلاس عائلته. أصبح يتيما بعد انتحر والده بينما هربت والدته مع حبيبها السري. وهذا ما جعل روكي يثق في الناس لأن والدته لم تعود إليه حتى عندما قالت له في رسالة أنها لا تزال تحبه. انتهى روكي في نهاية المطاف في دار الأيتام حيث تعرض للتخويف من قبل الأيتام الآخرين وسوء المعاملة من قبل الموظفين منذ كان الأرستقراطي السابق، حتى التقى إخوته، كو، يوما وأزوسا. وقد وضع خطة للهرب من دار الأيتام التي فشلت عندما أطلق عليه وإخوانه النار على أيدي موظفي الأيتام، مما أدى إلى أن يحمل اسمه «مواشي» على ظهره كعقاب. تماما كما كان يموت، التقى والد ساكاماكي، كارلهاينز، الذي عرض له فرصة أخرى للعيش، ولكن كما مصاصي الدماء. قبلت روكي العرض فورا؛ ورؤيت ذلك كفرصة للانتقام من الذين أساءوا إليه وحرموه من الإنسانية. كزعيم موكامي، روكي هو مناور قاسية مع موقف بارد الذي هو قادرة على إبقاء الأمور تحت سيطرته وقليلا من كوديري التي إشعارات يوي. وكثيرا ما ينظر إليه يحمل كتابا معه، ويقال إنه تذكار من والده. وهو أول من موكامي لشرب دم يوي في الموسم الثاني من أنيمي. وهو أيضا منافسيه مع اياتو ويبدو أن يتمتع تونتينغ وإثارة له عندما يتعلق الأمر يوي.
كو موكامي (無神 コ ウ موكامي كو)
أعرب عنها:ريوهي كيمورا (اليابانية)؛ برايسون بوغوس (الإنجليزية) كو هو الابن الثاني لعائلة موكامي. عندما كان لا يزال إنسانا، كان كو يتيما الذي تم التخلي عنه في فتحة، وبالتالي ليس لديهم معرفة والديه الولادة. رغبته الوحيدة أن الوقت كان لرؤية السماء الزرقاء واسعة من فتحة له. انتهى في نهاية المطاف في دار الأيتام وأصبحت بلايتوي للأرستقراطيين بسبب جماله. وقد تعرض لسوء المعاملة كل يوم، وأجبر نفسه على قبول أن يكون طفلا لأنه كان قادرا على الكثير من الأشياء «لطيفة» من دار الأيتام. وأدى ذلك إلى فقدان عينه اليمنى، ولأن جراحه لم تعط الوقت للشفاء، انتهى الأمر إلى وجود ندوب في جميع أنحاء جسده. ونتيجة لذلك، نشأ كو يعتقد أن العالم هو حول «العطاء واتخاذ». التقى أشقائه، روكي، يوما وأزوسا وحاولوا الفرار من دار الأيتام معهم، ولكن حصلت على اطلاق النار من قبل موظفي الأيتام. التقى كارلهاينز عندما كان يموت، وعرضت فرصة أخرى للعيش، ولكن مصاصي الدماء. قبل كو العرض من أجل رؤية السماء الزرقاء مرة أخرى وبعد أن تحول إلى مصاص دماء، أعطي له العين الاصطناعية السحرية التي تمكنه من رؤية في قلوب الناس. وهو أيضا نوع هاراجرو الذي يحدث فقط عندما لا شيء يذهب طريقه أو أنه لم يعط أي شيء مرة أخرى. وعلاوة على ذلك، هو المعبود في العالم 'الحاضر' الإنسان الذي يعطيه ميزة استخدام ميزاته الجميلة والبكر لخداع معجبيه وغيرهم. وهو أيضا منافسيه مع سوبارو ويبدو أن يتمتع إثارة له عندما يتعلق الأمر يوي.
يوما موكامي (無神 ユ ー マ موكامي يوما) / إدغار (エ ド ガ ー Edogā)
أعرب عنها:تاتسوهيسا سوزوكي (اليابانية)؛ أندرو لاف (الإنجليزية) يوما هو الابن الثالث لأسرة موكامي وهو أطول من إخوته. يوما هو في الواقع إدغار، صديق الإنسان الوحيد شو الذي شو يعتقد أن قد لقوا حتفهم في حريق. يوما، كان إدغار قد نجا في الواقع من الحريق بسبب ظروف غير معروفة، لكنه خسر كل ذكرياته عن ماضيه والذي كان ينتج عنه معاناة من فقدان الذاكرة. وانضم بعد ذلك إلى عصابة الشوارع وذهب تحت اسم «الدب». من أجل البقاء على قيد الحياة في الشوارع، كان عليه أن يتخلى عن خجله وصفاته البريئة. لتصبح، خشنة، عنيفة، العدوانية، المتمردة والهيمنة على مر الزمن. قتلت بقية عصابة له خلال انقلاب وحسن الحظ، كان الناجي الوحيد. انتهى به المطاف في دار الأيتام حيث التقى إخوته، روكي، كو وأزوسا وحاولوا الفرار معهم، ولكن حصلت على اطلاق النار من قبل موظفي الأيتام. التقى كارلهاينز عندما كان يموت، وعرضت فرصة أخرى للعيش، ولكن مصاصي الدماء. قبل العرض، ورؤية هذا فرصة أخرى للوفاء حلمه مدرب عصابة. للتخلص من الأرستقراطيين ولديهم عالم لا توجد فيه طبقات اجتماعية. كارلهاينز سميته «يوما» بعد أن تحول إلى مصاص دماء. كلما يغضب يوما، فإنه عادة ما يذهب على الهياج. وهو نوع الجانح مع شغف البستنة الخضار وقليلا من تسوندير الذي يوي إشعارات. شو يعترف يوما بأنها إدغار، لكنه يرفض أن يصدق ذلك في البداية، والتفكير انها فقط خياله. ريجي ومع ذلك، يدرك أن يوما هو في الواقع إدغار بعض الوقت بعد شو.
أزوسا موكامي (無神 ア ズ サ موكامي أزوسا)
التي عبر عنها: دايسوك كيشيو (اليابانية)؛ جريج أيريس (الإنجليزية) أزوسا هو الابن الرابع والأصغر لأسرة موكامي. عندما كان لا يزال إنسانا، كان أزوسا اليتيم الذي لم يكن لديه معرفة والديه الولادة. وشك أيضا في وجوده، واعتقد أن حياته ليس لها معنى، حتى تم القبض عليه من قبل ثلاثة أطفال اللصوص اسمه. جوستين، ميليسا وكريستينا، الذي كان يضربه باستمرار لأي سبب مثير للسخرية. ومع ذلك، كلما ضرب أزوسا حتى، بدأ التمتع بها وبدأت رؤية الألم كما معناه وجود، معتقدين أن القدرة على الشعور بالألم تؤكد أنك على قيد الحياة. واستمر هذا حتى قتل جاستن وميليسا وكريستينا عندما حاولوا سرقة الأرستقراطي. بدأ أزوسا قطع نفسه باستمرار بعد وفاته، واسمه ثلاثة تخفيضات بارزة على ذراعه لتخليد لهم. وسرعان ما انتهى المطاف في دار الأيتام وأصبح حقيبة اللكم للأيتام الآخرين حتى التقى إخوته، روكي، كو ويوما. عندما وضع روكي خطة للهروب من دار الأيتام، كان أزوسا مترددا حتى روكي له لكم. ووافق على الذهاب إلى خطة الهروب وأطلق عليه موظفو الأيتام النار عليهم. ظهر كارلهاينز أمامه بينما كان يموت ويمنح له فرصة أخرى للعيش، ولكن كما مصاصي الدماء. قبلت أزوسا العرض من أجل أن تشعر بالألم مرة أخرى، واعتبرت إنسانا مريئا قبل أن تتحول إلى مصاص دماء. هو الوحيد من موكامي الذي يبدو أنه «لائق» نحو يوي. الطريقة التي يتحدث بها خجول جدا وهو قليلا من ياندير. وهو أيضا منافسيه مع كاناتو ويبدو أن يتمتع إثارة له.
الاخوة تسوكينامي: وكان الإخوة تسوكينامي شخصيات جديدة التي تم إدخالها في المباراة الرابعة من الامتياز. هم الأصلي مؤسسي مصاصي الدماء الذين يحاولون خطف يوي لأسباب غير معروفة. ظهرت لأول مرة في عاد من ديابوليك عشاق، وسوف يتم تضمينها أيضا في الموسم الثاني من أنيمي.
كارلا تسوكينامي (月 浪 カ ル ラ تسوكينامي كارورا)
```
التي عبر عنها:
توشيوكي موريكاوا
 (اليابانية)؛ جوش موريسون (الإنجليزية) ملك الدم الأول. وهو أيضا الأخ الأكبر لمصاصي الدماء المؤسسين، يمتلك الذكاء والعقل. لكنه يخفي عنف سادي سري تحت ذلك. خلال حياته الطويلة، لديه شخصية كسول وهادئ. جنبا إلى جنب مع شقيقه الأصغر شين، كارلا هي واحدة من آخر اثنين من الأعضاء المتبقين في خط الأساس مؤسسي. كمؤسس، لديه القدرة على التحول إلى الذئب، ثعبان، الخفافيش والنسر. ومع ذلك، فإنه لا يستخدم هذه الأشكال، لأنه يمتلك أعلى مستوى من السحر الذي يجعل منه قوية للغاية. وإذا لم يكن مريضا من إندزيت، فإنه ربما كان أقوى من كارلهاينز.
```

شين تسوكينامي (月 浪 シ ン تسوكينامي شين)
أعرب عنها:شتارو موريكوبو (اليابانية)؛ هيوستن هايز (الإنجليزية)
لأخ الأصغر لكارلا. انه يمتلك فخر كبير بسبب كونه مؤسس، وقال انه ينظر إلى أسفل على مصاصي الدماء من خطوط الدم الأخرى. الدم الجميل هو تفضيله وغالبا ما ينطق التصريحات النرجسية. عادة كلماته مهذبة، ولكن عندما يفقد مزاجه خطابه سوف تصبح عنيفة وغالبا ما تحتوي على كلمات مؤذية أو غير حساسة. جنبا إلى جنب مع شقيقه الأكبر كارلا، شين هو واحد من آخر اثنين من الأعضاء المتبقين في خط المؤسسين. لديه القدرة على التحول إلى الذئب، ثعبان، الخفافيش والنسر. ومع ذلك، فإنه يفضل استخدام شكل الذئب له. لديه قوة عالية، والسرعة، وقدرات التجدد. انه قادر على ممارسة السيف كذلك.

### شخصيات أخرى
توغو ساكاماكي
逆 巻 透 吾 ساكاماكي توجو) / كارلهاينز (カ ー ル ハ イ ン ツ كاروهينتسو)
التي عبر عنها: ماساتاكا سوادا (اليابانية)؛ جون سواسي (الإنجليزية)
```
كارلهاينز هو والد الإخوة ساكاماكي، وكذلك المتبرع لأخوة موكامي. وهو أيضا الزوج؛ كورديليا، بياتريكس وكريستا. في عالم الإنسان، وقال انه شابشيفتس في توغو ساكاماكي، وهو سياسي الشهير (أنيمي فقط). في ديابوليك عشاق أكثر بلود، وقال انه شابشيفتس إلى طبيب المدرسة، رينهيرت، من أجل إبقاء العين على أبنائه والمكامي وكذلك لمراقبة خطته المعروفة باسم «آدم وحواء»
```

ريختر (リ ヒ タ ー ريختر)
أعرب عنها: جون كونو (اليابانية)؛ ديفيد ماترانغا (الإنجليزية)
ريختر هو الأخ الأصغر لكارلهاينز مما يجعله عم ستة إخوة ساكاماكي. بدأ كورديليا وجود علاقة معه ويقال أن كلا وكارلهاينز قاتلوا مرة واحدة لها، ولكن انتهى كارلهاينز الفوز بها قلبها. في أنيمي، عندما يموت كورديليا (بعد أن دفعتها ليتو قبالة الشرفة وقبل أن تجدها كاناتو)، طلبت من ريختر أن تخرج من قلبها وزرعتها في وعاء آخر. كان ريشتر قد زرع القلب في يوي عندما كانت لا تزال رضيع وسلمها إلى سيجي كوموري، الذي رفع يوي ابنته منذ ذلك الحين. وعاد لاحقا إلى قصر ساكاماكي ويبدأ يراقب يوي من الظلال من أجل مراقبة «الصحوة». وكشف في وقت لاحق أن ريختر أبدا أحب كورديليا منذ البداية، وكان يستخدم لها فقط كأداة من أجل أن تصبح الرئيس القادم للأسرة ساكاماكي. كما يحدث «الصحوة»، وقال انه يحاول إحياء كورديليا في جثة يوي، لكنه فشل عندما طعن قاتلة من قبل اياتو وقتل في نهاية المطاف من قبل ليتو في نهاية أنيمي.
كورديليا (コ ー デ リ ア كيدريا)
أعرب عنها: أكان توموناغا (اليابانية)؛ مونيكا ريال (الإنجليزية)
كورديليا كانت ابنة لورد شيطان وهي أول زوجة كارلهاينز، فضلا عن أم الثلاثية. آياتو، كاناتو وليتو. قبل بداية المسلسل، قتلت من قبل أبنائها، لكن ريختر أزال قلبها وزرعها إلى يوي حتى تتمكن من الإحياء في جسم آخر. كورديليا أيضا يحتقر زوجة كارلهاينز الثانية، بياتريكس، لأنها كانت أول من يتصور الأطفال بدلا من لها. حاولت أن تجعل أبنائها تبدو أفضل من بياتريكس من خلال دفع لها أقدم الثلاثي، اياتو ليكون دائما أفضل بطريقة غير محببة. في أنيمي، عندما «الصحوة» يحدث، وقالت انها تمتلك يوي ومحاولات أنيليهات الأخوة ساكاماكي بمساعدة ريتشارد الذي يثير عندما ريشتر يكشف أنه لم يحبها منذ البداية. في الحلقة الأخيرة من أنيمي، يتم تدمير كورديليا أخيرا وإزالتها بشكل دائم من الجسم يوي.
بياتريكس (ベ ア ト リ ク ス بياتوريكوسو)
التي عبر عنها: مانا هيراتا (اليابانية))؛ لوسي كريستيان]] (الإنجليزية)
بياتريكس هي زوجة كارلهاينز الثانية وأم شو وريجي. لا يقال الكثير عن زواجها من كارلهاينز، ولكن على الرغم من أنها كانت الزوجة الثانية، انها تصور قبل كورديليا جعل شو وريجي أقدم الأبناء. كورديليا يحتقر لها بسبب ذلك وتعذب باستمرار لها. وسبب هذا بياتريكس في نهاية المطاف تركيز كل اهتمامها على مولودها الأول، شو، من أجل العريس له في وريث كارلهاينز، في حين تجاهل عن غير قصد لها ريجي الثاني من مواليد. في الواقع، بياتريكس أحب حقا كل من أبنائها ورعايتها لهم بصدق، لكنها وجدت صعوبة في التعبير عن تلك المشاعر بسبب شخصيتها خطيرة وحرج. وقتلت في وقت لاحق من قبل صياد مصاص دماء الذي عينه ريجي، ولكن توفي بياتريكس في سلام؛ سعيدة أن تحرر من مضايقات كورديليا وأسفها لكيفية رفع ابنائها.
كريستا (ク リ ス タ كوريسوتا)
أعرب عنها: يوكي تاشيرو (اليابانية). بريتني كاربوسكي (الإنجليزية)
كريستا زوجة كارلهاينز الثالثة وأم سوبارو. قبل أن تقابل كارلهاينز، كانت تعرف باسم «الوردة البيضاء» من قبل جميع مصاصي الدماء بسبب جمالها ولطفها. تزوجت كارلهاينز مما أدى إلى ولادة سوبارو. أصبحت كريستا غير مستقرة عقليا عندما اكتشفت كارلهاينز رأتها مجرد تجربة أخرى. بدأ سوبارو في الاعتقاد أنه كان خطأه لكونه تصور وكان الضغط باستمرار من قبل والدته لقتلها بسكين الفضة التي يمكن أن تبيد مصاصي الدماء.
سيجي كوموري (小森 セ イ ジ كوموري سيجي)
سيجي هو الأب الكاهن يوي الذي يدير كنيسته الخاصة. لم يقال الكثير عنه، ولكن قبل بداية المسلسل، وقال انه كان فجأة للذهاب إلى الخارج للعمل وترك يوي في رعاية ساكاماكي ل. في أنيمي، يوي يجد أنه ليس والدها الحقيقي بعد اكتشاف مذكراته. وكشف لاحقا أنه صياد مصاص دماء الذي استأجره ريجي مرة واحدة لاغتيال والدته، بياتريكس.